# Стра (Пјаченца)
Стра је насеље у Италији у округу Пјаченца, региону Емилија-Ромања.
Према процени из 2011. у насељу је живело 190 становника. Насеље се налази на надморској висини од 174 м.